# پاراکازم

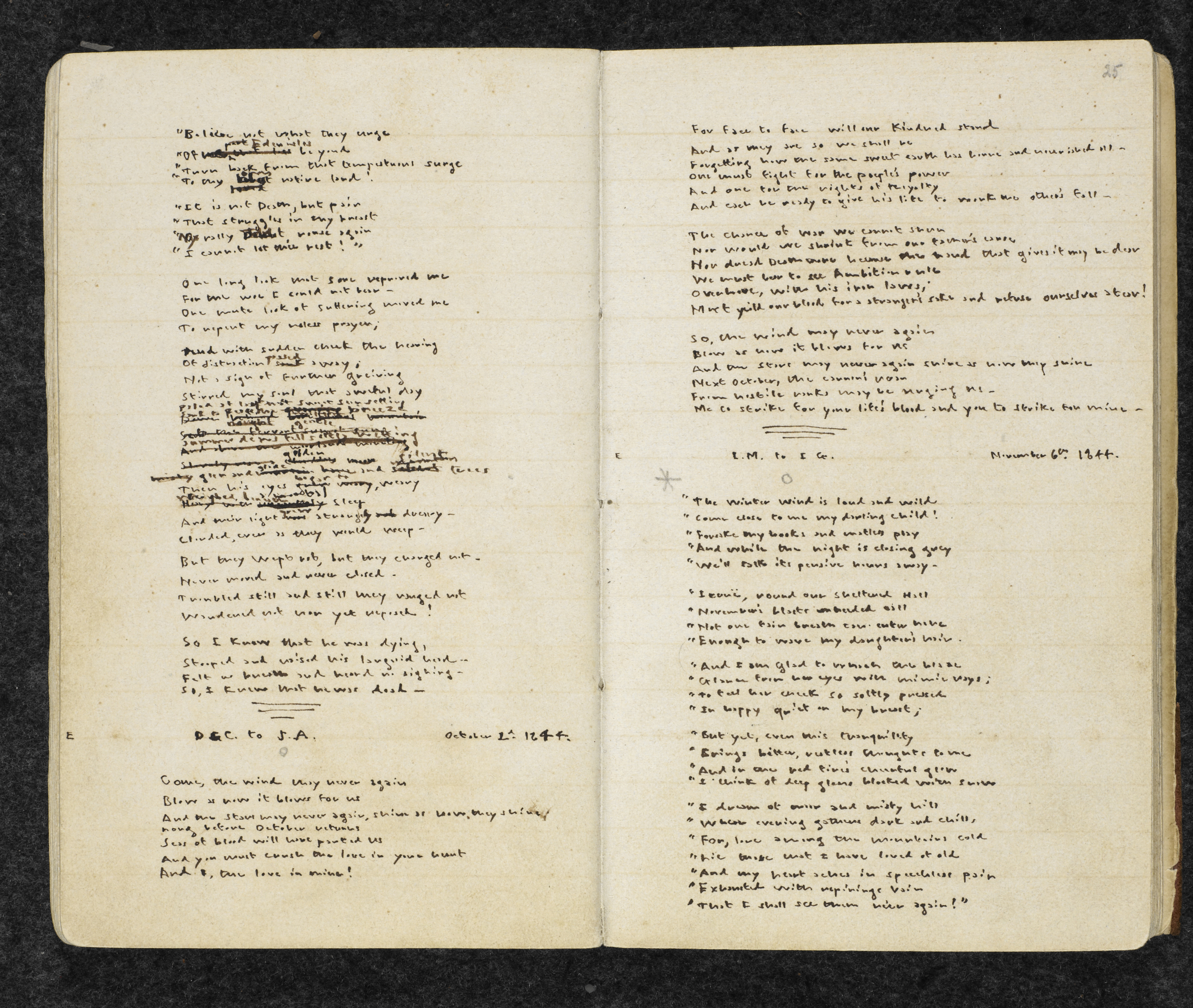
دست‌نوشته امیلی برونته که شامل اشعاری در مورد گوندال است.

پاراکازم یک دنیای خیالی دقیق است که معمولاً در دوران کودکی سرچشمه می گیرد. خالق یک پاراکازم رابطه پیچیده و عمیقی با این جهان ذهنی دارد که ممکن است شخصیت ها و قراردادهای دنیای واقعی یا خیالی را در خود جای دهد. معمولاً دارای جغرافیا، تاریخ و زبان خاص خود است، تجربه ای است که اغلب در دوران کودکی ایجاد می شود و در مدت زمان طولانی، ماه ها یا حتی سال ها ادامه می یابد، به عنوان یک واقعیت پیچیده که می تواند تا بزرگسالی ادامه یابد. 

## منشا و کاربرد
این مفهوم برای اولین بار توسط رابرت سیلوی، با تحقیقات بعدی توسط استفان مک کیث، روانپزشک بریتانیایی و دیوید کوهن ، روانشناس بریتانیایی توصیف شد. اصطلاح "پاراکوسم" توسط بن وینسنت، یکی از شرکت کنندگان در مطالعه سیلوی در سال 1976 و یک پاراکوسمیست خودخوانده ابداع شد. .
در مقالاتی که به بررسی انواع خلاقیت و حل مسئله در دوران کودکی پرداخته‌اند، به پاراکیهان‌ها نیز اشاره شده است. برخی محققان معتقدند که بازی با پاراکازم‌ها نشان‌دهنده هوش بالاست. مطالعه‌ای که توسط روت برنشتاین در دانشگاه ایالتی میشیگان انجام شد، نشان داد که بسیاری از دریافت‌کنندگان برنامه یاران مک‌آرتور در کودکی درگیر پاراکاسم بودند و به آنچه او “جهان‌بازی” می‌نامد، مشغول می‌شدند. احتمال اینکه همکاران مک‌آرتور در مقایسه با دانشجویان MSU در دوران کودکی درگیر جهان‌بازی شوند، دو برابر بیشتر بود. همچنین، این افراد به طور قابل توجهی بیشتر از دانشجویان MSU قادر به تشخیص جنبه‌های جهان‌بازی در کار حرفه‌ای بزرگسالان خود بودند. بازی با پاراکاسم به عنوان یکی از شاخص‌های سطح بالای خلاقیت شناخته می‌شود و اکنون مربیان به اهمیت آن به اندازه هوش پی برده‌اند.

## مراجع
1. ↑  Petrella, Kristin (2009-05-01). "A Crucial Juncture: The Paracosmic Approach to the Private Worlds of Lewis Carroll and the Brontës". Surface, Syracuse University Honors Program, Spring. Archived from the original (PDF) on 2016-09-15.
2. ↑  Morrison, Delmont C., ed. (1998). "The Paracosm: a special form of fantasy". Organizing Early Experience: Imagination and cognition in Childhood. New York: Baywood.
3. ↑  Cohen, David; MacKeith, Stephen (1992). The Development of Imagination: The Private Worlds of Childhood. Concepts in Developmental Psychology. Routledge.
4. ↑  Alexander, Christine (2013). "Playing the author: children's creative writing, paracosms and the construction of family magazines".  In Darian-Smith, Kate; Pascoe, Carla (eds.). Children, Childhood and Cultural Heritage. Routledge.
5. ↑  Root-Bernstein, M. & Root-Bernstein, R. 2006. Imaginary Worldplay in Childhood and Maturity and Its Impact on Adult Creativity, Creativity Research Journal, 18(4): 405-425.
6. ↑  Po Bronson and Ashley Merrin, The Creativity Crisis بایگانی‌شده  در ۲۰۱۰-۰۸-۲۱ توسط Wayback Machine. In Newsweek, 2010-07-10, page found 2010-08-20.